# Procera
Procera is een hypothetische clade van amfibieën die de salamanders en wormsalamanders omvat, maar niet de kikkers. Een nauwe verwantschap tussen salamanders en wormsalamanders is een concurrerende hypothese voor de meer algemeen ondersteunde opvatting dat salamanders en kikkers elkaars naaste verwanten zijn binnen de clade Batrachia. 
Procera, 'de slanken', werd in 1998 door Andera Feller en S. Blair Hedges voorgesteld als een clade, voornamelijk op basis van de moleculaire klok. Van de clade werd geen definitie gegeven. Het werd ondersteund door enkele recente morfologische en moleculaire studies.